# (6638) 1989 CA
(6638) 1989 CA es un asteroide perteneciente al cinturón de asteroides, región del sistema solar que se encuentra entre las órbitas de Marte y Júpiter, descubierto el 2 de febrero de 1989 por Masaru Arai y el astrónomo Hiroshi Mori desde el Yorii Observatory, Yorii Japón.

## Designación y nombre
Designado provisionalmente como 1989 CA. 

## Características orbitales
1989 CA está situado a una distancia media del Sol de 2,438 ua, pudiendo alejarse hasta 2,828 ua y acercarse hasta 2,048 ua. Su excentricidad es 0,160 y la inclinación orbital 1,913 grados. Emplea 1390,28 días en completar una órbita alrededor del Sol.
Pertenece a la familia de asteroides de (135) Hertha.

## Características físicas
La magnitud absoluta de 1989 CA es 13,84. Tiene 5,715 km de diámetro y su albedo se estima en 0,196. 